# Tuber scleroneuron
Tuber scleroneuron är en svampart som beskrevs av Berk. & Broome 1851. Tuber scleroneuron ingår i släktet Tuber och familjen Tuberaceae.   Inga underarter finns listade i Catalogue of Life.